# Проблема сонячних нейтрино
Проблема сонячних нейтрино — значна різниця між потоком сонячних нейтрино, вирахуваним з Сонячної світності, та тим, що був виміряний безпосередньо. Вперше розбіжності були помічені в середині 1960-х років й остаточно усунуті приблизно в 2002 році, після експериментального підтвердження осциляцій нейтрино, зокрема їх резонансного підсилення в речовині Сонця.
Потік нейтрино на Землі становить кілька десятків мільярдів на квадратний сантиметр за секунду та йде переважно з ядра Сонця. Проте частинки важко виявити, оскільки вони дуже слабко взаємодіють із речовиною, проходячи всю Землю, як світло проходить через тонкий шар повітря. Із трьох типів (ароматів) нейтрино відомих у Стандартній моделі фізики частинок Сонце виробляє лише електронні нейтрино. Коли детектори нейтрино стали досить чутливими для вимірювання потоку електронних нейтрино від Сонця, кількість частинок виявилася набагато нижчою, ніж передбачалося. У різних експериментах дефіцит становив від половини до двох третин.
Фізики знали, що дефіцит електронних нейтрино може пояснити механізм осциляцій, запропонований ще 1968 року Бруно Понтекорво. Однак вони не поспішали прийняти його з різних причин, включаючи той факт, що він вимагав модифікації прийнятої Стандартної моделі елементарних частинок. Спочатку розглядалися модифікації сонячної моделі, які врешті-решт було виключено. Сьогодні визнано, що нейтрино, які виробляються на Сонці, не є безмасовими частинками як передбачає Стандартна модель, а скоріше є змішаними квантовими станами, що складаються з власних станів із визначеною масою в різних (комплексних) пропорціях. Це дозволяє нейтрино, народженому як електронне, змінюватися під час осциляції в суміш електронних, мюонних та тау-нейтрино, з меншою ймовірністю виявлення детекторами, чутливими лише до електронних нейтрино.
Кілька нейтринних детекторів, налаштовані на різні аромати, енергії та пройдену відстань, дали нам сучасні знання про нейтрино. У 2002 та 2015 рр. загалом четверо дослідників, що працювали з деякими з цих детекторів, були удостоєні Нобелівської премії з фізики.

## Передумови
У Сонці відбувається ядерний синтез у вигляді протон-протонного ланцюжку, що перетворює чотири протони в альфа-частинки, нейтрино, позитрони та енергію. Ця енергія виділяється у вигляді електромагнітного випромінювання гамма-променів, а також у вигляді кінетичної енергії заряджених частинок і нейтрино. Нейтрино рухаються від ядра Сонця до Землі без помітного поглинання зовнішніми шарами Сонця.
Наприкінці 1960-х років Рей Дейвіс та Джон Бакалл в експерименті Homestake першими виміряли потік нейтрино від Сонця та виявили його дефіцит. В експерименті застосовували детектор на основі хлору. Багато подальших радіохімічних і водних черенковських детекторів підтвердили дефіцит, зокрема, обсерваторія Каміока та нейтринна обсерваторія в Садбері.
Очікувана кількість сонячних нейтрино була розрахована за допомогою стандартної сонячної моделі, яку Бакалл допоміг сформувати. Модель дає детальний опис внутрішніх процесів в Сонці.

## Запропоновані пояснення
У перших спробах пояснити розбіжності припускали, що моделі Сонця були помилковими, тобто температура та тиск у внутрішній частині Сонця істотно відрізнялися від розрахованих. Наприклад, через те що нейтрино вимірюють величину поточного ядерного синтезу, припускалося навіть, що ядерні процеси в ядрі Сонця могли тимчасово зупинитися. Оскільки для надходження теплової енергії від ядра до поверхні Сонця потрібні тисячі років, це не може бути одразу зафіксовано.
Досягнення геліосейсмологічних спостережень дозволили зробити висновок про внутрішню температуру Сонця; ці результати узгоджуються з добре встановленою стандартною сонячною моделлю. Детальні спостереження за нейтринним спектром з більш досконалих нейтринних обсерваторій дали результати, які не могло пояснити ніяке коригування сонячної моделі: тоді як загальний менший потік нейтрино (який виявили результати експерименту Homestake) вимагав нижчої температури сонячного ядра, енергетичний спектр нейтрино вимагав вищої температури ядра. Так вийшло тому, що різні ядерні реакції, швидкості яких різняться залежно від температури, виробляють нейтрино з різною енергією. Будь-яка модифікація сонячної моделі погіршувала принаймні один аспект розбіжностей.

## Вирішення
Проблема сонячного нейтрино була вирішена шляхом покращення знань про саме нейтрино. Відповідно до Стандартної моделі фізики частинок існує три різновиди нейтрино: електронні нейтрино, мюонні нейтрино і тау-нейтрино . Електронні нейтрино — це ті, що виробляються на Сонці, і детектуються в згаданих вище експериментах, зокрема в експерименті з хлор-детектором у шахті Homestake.
У 1970-х рр. поширеною була думка, що нейтрино безмасові, а їх аромати незмінні. Хоча у 1968 році Понтекорво передбачив, що коли нейтрино мають масу, то вони можуть переходити з одного аромату до іншого. Таким чином, «загублені» сонячні нейтрино можуть бути електронними нейтрино, які на шляху до Землі змінили аромат, і стали невидимими для детекторів у шахті Homestake та інших обсерваторіях нейтрино.
Спостереження наднової 1987A показали, що нейтрино може мати масу, через різницю в часі надходження нейтрино, виявлених Kamiokande й IMB. Однак, оскільки зафіксовано було дуже мало нейтринно, було важко зробити якісь висновки з певністю. Якби Каміоканде та IMB мали високоточні таймери для вимірювання часу пробігу нейтрино, що пройшли крізь Землю, можна було б точніше визначити, чи мають нейтрино масу чи ні: якщо нейтрино безмасові, вони б рухались зі швидкістю світла; якщо ж вони мають масу, то рухалися б із трохи меншою швидкістю. Оскільки детектори не призначалися для виявлення нейтрино від наднових, цього зробити не вдалося.
Вагомі докази осциляцій нейтрино було отримано в 1998 році завдяки співпраці Супер-Каміоканде в Японії. Японські спостереження показали, що мюонні нейтрино (які утворюються у верхніх шарах атмосфери космічними променями) змінюються на нейтрино-тау в межах Землі: у низьких шарах атмосфери було детектовано нейтрино, що пройшли крізь Землю, а не зверху. Ці спостереження стосувались лише мюонних нейтрино. У Супер-Каміоканде не спостерігалось нейтрино-тау. Однак, результат зробив більш правдоподібною гіпотезу, що дефіцит електронних нейтрино, який спостерігався в експерименті Homestake (порівняно низькоенергетичному), також пов'язаний із масою нейтрино.
Через рік розпочала збір даних нейтринна обсерваторія в Садбері (SNO). Цей експеримент був націлений на 8B сонячні нейтрино, які мають енергію приблизно 10 МеВ і на які мало впливають осциляції на шляху від Сонця до Землі. Тим не менше, очікувався великий дефіцит через ефект Міхеєва — Смирнова — Вольфенштейна, який підрахував Олексій Смирнов у 1985 році. Унікальний дизайн SNO, що використовував велику кількість важкої води як середовище виявлення, запропонував Herb Chen, також у 1985 р.  SNO спостерігав електронні нейтрино зокрема, і всі аромати нейтрино разом. Після детального статистичного аналізу колаборація SNO встановила, що частка електронних нейтрино становить приблизно 34%  і повністю узгоджується з прогнозом. Загальна кількість виявлених 8В нейтрино також узгоджувалася з грубими прогнозами сонячної моделі на той час.

## Визнання
У 2002 році Рей Девіс і Масатоші Кошиба отримали частину Нобелівської премії з фізики за експериментальну роботу, яка виявила, що кількість сонячних нейтрино становить приблизно третину від кількості, передбаченої стандартною сонячною моделлю.
Підтвердивши докази надані в експериментах 1998 р. щодо осциляції нейтрино, Такаакі Кайіта з обсерваторії Супер-Каміоканде та Артур Макдональд з нейтринної обсерваторії Садбері (SNO) були нагороджені Нобелівською премією з фізики 2015 року. В експерименті SNO спостерігались не просто осциляції нейтрино, а їх резонансне підсилення — ефект Міхеєва — Смирнова — Вольфенштейна. Бруно Понтекорво не отримав Нобелівські премії, оскільки помер у 1993 році.